# Coupe d'Europe de rugby à XV 2001-2002
Navigation
H-Cup 2000-2001 H-Cup 2002-2003
La septième Coupe d'Europe de rugby 2001-2002 réunit des équipes irlandaises, italiennes, écossaises, anglaises, galloises et françaises. Les formations s'affrontent dans une première phase de poules, puis par élimination directe.
En poules, deux points sont accordés pour une victoire, un pour un nul et rien pour une défaite. Les premiers de chaque poule sont qualifiés pour les quarts de finale, ainsi que les deux meilleurs deuxièmes.
Cette édition offre pour la seconde fois une compétition équilibrée avec quatre nations différentes dans le dernier carré. La finale a lieu au Millennium Stadium de Cardiff le 25 mai 2002 et voit s'affronter les Anglais des Leicester Tigers, tenants du titre, aux Irlandais de la province du Munster. Mais ce n'est pas encore la bonne année pour les Irlandais qui s'inclinent pour la deuxième fois en finale. C'est donc la première fois qu'une équipe conserve son titre. CA Brive échoua dans sa tentative dans la finale de 1998 face aux Anglais de Bath. Les Leicester Tigers deviennent par la même occasion l'équipe la plus titrée puisqu'ils sont les seuls doubles détenteurs du trophée.

## Première phase

### Notations
Signification des abréviations :
| - Pts : points de classement - J : matchs joués - V : nombre de victoires - N : nombre de matchs nuls - D : nombre de défaites | - EM : nombre d'essais marqués - EE : nombre d'essais encaissés - PM : nombre de points marqués - PE : nombre de points encaissés - DP : différence de points |

### Poule 1
| Équipe           | Pays           |
| ---------------- | -------------- |
| Leicester Tigers | Angleterre     |
| USA Perpignan    | France         |
| Llanelli RFC     | Pays de Galles |
| Rugby Calvisano  | Italie         |

| Équipe           | Pts | J | V | N | D | EM | EE | PM  | PE  | Δ    |
| ---------------- | --- | - | - | - | - | -- | -- | --- | --- | ---- |
| Leicester Tigers | 10  | 6 | 5 | 0 | 1 | 17 | 3  | 175 | 88  | +87  |
| Llanelli RFC     | 8   | 6 | 4 | 0 | 2 | 22 | 8  | 187 | 99  | +88  |
| USA Perpignan    | 6   | 6 | 3 | 0 | 3 | 19 | 11 | 182 | 136 | +46  |
| Rugby Calvisano  | 0   | 6 | 0 | 0 | 6 | 6  | 42 | 58  | 279 | -221 |

| Date         | Lieu                    | Équipe           | Score | Adversaire       |
| ------------ | ----------------------- | ---------------- | ----- | ---------------- |
| 29 septembre | Welford Road, Leicester | Leicester Tigers | 12-9  | Llanelli RFC     |
| 29 septembre | Aimé-Giral, Perpignan   | USA Perpignan    | 56-3  | Rugby Calvisano  |
| 5 octobre    | Stradey Park, Llanelli  | Llanelli RFC     | 20-6  | USA Perpignan    |
| 7 octobre    | San Michele, Calvisano  | Rugby Calvisano  | 3-37  | Leicester Tigers |
| 27 octobre   | Aimé-Giral, Perpignan   | USA Perpignan    | 30-31 | Leicester Tigers |
| 28 octobre   | San Michele, Calvisano  | Rugby Calvisano  | 13-31 | Llanelli RFC     |
| 3 novembre   | Stradey Park, Llanelli  | Llanelli RFC     | 93-14 | Rugby Calvisano  |
| 3 novembre   | Welford Road, Leicester | Leicester Tigers | 54-15 | USA Perpignan    |
| 4 janvier    | Aimé-Giral, Perpignan   | USA Perpignan    | 42-10 | Llanelli RFC     |
| 5 janvier    | Welford Road, Leicester | Leicester Tigers | 29-7  | Rugby Calvisano  |
| 12 janvier   | San Michele, Calvisano  | Rugby Calvisano  | 18-33 | USA Perpignan    |
| 12 janvier   | Stradey Park, Llanelli  | Llanelli RFC     | 24-12 | Leicester Tigers |

### Poule 2
| Équipe              | Pays       |
| ------------------- | ---------- |
| London Wasps        | Angleterre |
| Stade français CASG | France     |
| Ulster              | Irlande    |
| Benetton Trévise    | Italie     |

| Équipe              | Pts | J | V | N | D | EM | EE | PM  | PE  | Δ    |
| ------------------- | --- | - | - | - | - | -- | -- | --- | --- | ---- |
| Stade français CASG | 10  | 6 | 5 | 0 | 1 | 23 | 4  | 213 | 64  | +149 |
| Ulster              | 8   | 6 | 4 | 0 | 2 | 17 | 11 | 196 | 142 | +54  |
| London Wasps        | 4   | 6 | 2 | 0 | 4 | 9  | 9  | 120 | 186 | +66  |
| Benetton Trévise    | 2   | 6 | 1 | 0 | 5 | 2  | 27 | 102 | 239 | -137 |

| Date         | Lieu                 | Équipe              | Score | Adversaire          |
| ------------ | -------------------- | ------------------- | ----- | ------------------- |
| 29 septembre | Di Monigo, Trévise   | Benetton Trévise    | 28-33 | Ulster              |
| 30 septembre | Loftus Road, Londres | London Wasps        | 19-25 | Stade français CASG |
| 5 octobre    | Ravenhill, Belfast   | Ulster              | 42-19 | London Wasps        |
| 6 octobre    | Jean-Bouin, Paris    | Stade français CASG | 42-9  | Benetton Trévise    |
| 27 octobre   | Jean-Bouin, Paris    | Stade français CASG | 40-11 | Ulster              |
| 28 octobre   | Loftus Road, Londres | London Wasps        | 29-24 | Benetton Trévise    |
| 2 novembre   | Ravenhill, Belfast   | Ulster              | 19-16 | Stade français CASG |
| 3 novembre   | Di Monigo, Trévise   | Benetton Trévise    | 32-17 | London Wasps        |
| 5 janvier    | Di Monigo, Trévise   | Benetton Trévise    | 6-59  | Stade français CASG |
| 6 janvier    | Loftus Road, Londres | London Wasps        | 36-32 | Ulster              |
| 11 janvier   | Ravenhill, Belfast   | Ulster              | 59-3  | Benetton Trévise    |
| 12 janvier   | Jean-Bouin, Paris    | Stade français CASG | 31-0  | London Wasps        |

### Poule 3
| Équipe             | Pays           |
| ------------------ | -------------- |
| Bath Rugby         | Angleterre     |
| Biarritz olympique | France         |
| Swansea RFC        | Pays de Galles |
| Edinburgh Rugby    | Écosse         |

| Équipe             | Pts | J | V | N | D | EM | EE | PM  | PE  | Δ    |
| ------------------ | --- | - | - | - | - | -- | -- | --- | --- | ---- |
| Bath Rugby         | 12  | 6 | 6 | 0 | 0 | 16 | 2  | 161 | 56  | +105 |
| Biarritz olympique | 5   | 6 | 2 | 1 | 3 | 11 | 7  | 104 | 95  | +9   |
| Swansea RFC        | 4   | 6 | 2 | 0 | 4 | 2  | 12 | 92  | 142 | -50  |
| Edinburgh Rugby    | 3   | 6 | 1 | 1 | 4 | 6  | 14 | 82  | 146 | -64  |

| Date         | Lieu                    | Équipe             | Score | Adversaire         |
| ------------ | ----------------------- | ------------------ | ----- | ------------------ |
| 29 septembre | St Helens, Swansea      | Swansea RFC        | 21-16 | Edinburgh Rugby    |
| 29 septembre | Aguiléra, Biarritz      | Biarritz olympique | 6-14  | Bath Rugby         |
| 5 octobre    | Myreside, Édimbourg     | Edinburgh Rugby    | 6-6   | Biarritz olympique |
| 6 octobre    | Recreation Ground, Bath | Bath Rugby         | 38-9  | Swansea RFC        |
| 27 octobre   | St Helens, Swansea      | Swansea RFC        | 15-10 | Biarritz olympique |
| 27 octobre   | Myreside, Édimbourg     | Edinburgh Rugby    | 6-37  | Bath Rugby         |
| 3 novembre   | Recreation Ground, Bath | Bath Rugby         | 17-10 | Edinburgh Rugby    |
| 3 novembre   | Aguiléra, Biarritz      | Biarritz olympique | 24-15 | Swansea RFC        |
| 5 janvier    | St Helens, Swansea      | Swansea RFC        | 12-24 | Bath Rugby         |
| 5 janvier    | Aguiléra, Biarritz      | Biarritz olympique | 45-14 | Edinburgh Rugby    |
| 11 janvier   | Myreside, Édimbourg     | Edinburgh Rugby    | 30-20 | Swansea RFC        |
| 20 janvier   | Recreation Ground, Bath | Bath Rugby         | 31-13 | Biarritz olympique |

### Poule 4
| Équipe            | Pays           |
| ----------------- | -------------- |
| Harlequins        | Angleterre     |
| Castres olympique | France         |
| Bridgend RFC      | Pays de Galles |
| Munster           | Irlande        |

| Équipe            | Pts | J | V | N | D | EM | EE | PM  | PE  | Δ   |
| ----------------- | --- | - | - | - | - | -- | -- | --- | --- | --- |
| Castres olympique | 10  | 6 | 5 | 0 | 1 | 19 | 12 | 179 | 125 | +54 |
| Munster           | 10  | 6 | 5 | 0 | 1 | 17 | 6  | 172 | 87  | +85 |
| Harlequins        | 4   | 6 | 2 | 0 | 4 | 14 | 20 | 119 | 187 | -68 |
| Bridgend RFC      | 0   | 6 | 0 | 0 | 6 | 11 | 23 | 116 | 187 | -71 |

| Date         | Lieu                      | Équipe            | Score | Adversaire        |
| ------------ | ------------------------- | ----------------- | ----- | ----------------- |
| 29 septembre | Thomond Park, Limerick    | Munster           | 28-23 | Castres olympique |
| 29 septembre | Brewery Field, Bridgend   | Bridgend RFC      | 24-30 | Harlequins        |
| 6 octobre    | Twickenham Stoop, Londres | Harlequins        | 8-24  | Munster           |
| 6 octobre    | Pierre-Antoine, Castres   | Castres olympique | 35-23 | Bridgend RFC      |
| 26 octobre   | Brewery Field, Bridgend   | Bridgend RFC      | 12-16 | Munster           |
| 28 octobre   | Twickenham Stoop, Londres | Harlequins        | 17-39 | Castres olympique |
| 3 novembre   | Thomond Park, Limerick    | Munster           | 40-6  | Bridgend RFC      |
| 3 novembre   | Pierre-Antoine, Castres   | Castres olympique | 24-18 | Harlequins        |
| 5 janvier    | Thomond Park, Limerick    | Munster           | 51-17 | Harlequins        |
| 5 janvier    | Brewery Field, Bridgend   | Bridgend RFC      | 26-37 | Castres olympique |
| 12 janvier   | Pierre-Antoine, Castres   | Castres olympique | 21-13 | Munster           |
| 12 janvier   | Twickenham Stoop, Londres | Harlequins        | 29-25 | Bridgend RFC      |

### Poule 5
| Équipe             | Pays           |
| ------------------ | -------------- |
| Northampton Saints | Angleterre     |
| AS Montferrand     | France         |
| Cardiff RFC        | Pays de Galles |
| Glasgow Rugby      | Écosse         |

| Équipe             | Pts | J | V | N | D | EM | EE | PM  | PE  | Δ   |
| ------------------ | --- | - | - | - | - | -- | -- | --- | --- | --- |
| AS Montferrand     | 9   | 6 | 4 | 1 | 1 | 23 | 7  | 191 | 100 | +91 |
| Cardiff RFC        | 6   | 6 | 3 | 0 | 3 | 16 | 15 | 154 | 154 | 0   |
| Glasgow Rugby      | 5   | 6 | 2 | 1 | 3 | 10 | 23 | 126 | 198 | -72 |
| Northampton Saints | 4   | 6 | 2 | 0 | 4 | 12 | 16 | 132 | 151 | -19 |

| Date         | Lieu                              | Équipe             | Score | Adversaire         |
| ------------ | --------------------------------- | ------------------ | ----- | ------------------ |
| 28 septembre | Arms Park, Cardiff                | Cardiff RFC        | 25-17 | Northampton Saints |
| 28 septembre | Hughenden, Glasgow                | Glasgow Rugby      | 19-19 | AS Montferrand     |
| 6 octobre    | Marcel-Michelin, Clermont-Ferrand | AS Montferrand     | 37-10 | Cardiff RFC        |
| 7 octobre    | Franklins Gardens, Northampton    | Northampton Saints | 30-9  | Glasgow Rugby      |
| 27 octobre   | Arms Park, Cardiff                | Cardiff RFC        | 46-7  | Glasgow Rugby      |
| 27 octobre   | Franklins Gardens, Northampton    | Northampton Saints | 15-21 | AS Montferrand     |
| 3 novembre   | Marcel-Michelin, Clermont-Ferrand | AS Montferrand     | 50-17 | Northampton Saints |
| 4 novembre   | Hughenden, Glasgow                | Glasgow Rugby      | 47-32 | Cardiff RFC        |
| 4 janvier    | Hughenden, Glasgow                | Glasgow Rugby      | 31-27 | Northampton Saints |
| 5 janvier    | Arms Park, Cardiff                | Cardiff RFC        | 26-20 | AS Montferrand     |
| 12 janvier   | Franklins Gardens, Northampton    | Northampton Saints | 26-15 | Cardiff RFC        |
| 13 janvier   | Marcel-Michelin, Clermont-Ferrand | AS Montferrand     | 44-13 | Glasgow Rugby      |

### Poule 6
| Équipe            | Pays           |
| ----------------- | -------------- |
| Newcastle Falcons | Angleterre     |
| Stade toulousain  | France         |
| Newport RFC       | Pays de Galles |
| Leinster          | Irlande        |

| Équipe            | Pts | J | V | N | D | EM | EE | PM  | PE  | Δ   |
| ----------------- | --- | - | - | - | - | -- | -- | --- | --- | --- |
| Leinster          | 10  | 6 | 5 | 0 | 1 | 15 | 11 | 139 | 104 | +35 |
| Stade toulousain  | 6   | 6 | 3 | 0 | 3 | 17 | 13 | 151 | 146 | +5  |
| Newport RFC       | 6   | 6 | 3 | 0 | 3 | 16 | 11 | 158 | 141 | +17 |
| Newcastle Falcons | 2   | 6 | 1 | 0 | 5 | 8  | 21 | 117 | 174 | -57 |

| Date         | Lieu                     | Équipe            | Score | Adversaire        |
| ------------ | ------------------------ | ----------------- | ----- | ----------------- |
| 28 septembre | Donnybrook, Dublin       | Leinster          | 40-10 | Stade toulousain  |
| 29 septembre | Kingston Park, Newcastle | Newcastle Falcons | 21-34 | Newport RFC       |
| 5 octobre    | Donnybrook, Dublin       | Leinster          | 28-9  | Newcastle Falcons |
| 6 octobre    | Rodney Parade, Newport   | Newport RFC       | 21-20 | Stade toulousain  |
| 26 octobre   | Donnybrook, Dublin       | Leinster          | 21-6  | Newport RFC       |
| 28 octobre   | Ernest-Wallon, Toulouse  | Stade toulousain  | 33-13 | Newcastle Falcons |
| 2 novembre   | Rodney Parade, Newport   | Newport RFC       | 21-26 | Leinster          |
| 3 novembre   | Kingston Park, Newcastle | Newcastle Falcons | 42-9  | Stade toulousain  |
| 5 janvier    | Stadium, Toulouse        | Stade toulousain  | 36-23 | Newport RFC       |
| 8 janvier    | Kingston Park, Newcastle | Newcastle Falcons | 15-17 | Leinster          |
| 11 janvier   | Rodney Parade, Newport   | Newport RFC       | 53-17 | Newcastle Falcons |
| 13 janvier   | Stadium, Toulouse        | Stade toulousain  | 43-7  | Leinster          |

## Quarts de finale
| Date       | Lieu                    | Équipe              | Score   | Adversaire     |
| ---------- | ----------------------- | ------------------- | ------- | -------------- |
| 26 janvier | Pierre-Antoine, Castres | Castres olympique   | 22 - 21 | AS Montferrand |
| 26 janvier | Kingsholm, Gloucester   | Bath Rugby          | 10 - 27 | Llanelli RFC   |
| 26 janvier | Jean-Bouin, Paris       | Stade français CASG | 14 - 16 | Munster        |
| 27 janvier | Welford Road, Leicester | Leicester Tigers    | 29 - 18 | Leinster       |

## Demi-finales
| Date     | Lieu                              | Équipe            | Score   | Adversaire   |
| -------- | --------------------------------- | ----------------- | ------- | ------------ |
| 27 avril | Stade de la Méditerranée, Béziers | Castres olympique | 17 - 25 | Munster      |
| 28 avril | City Ground, Nottingham           | Leicester Tigers  | 13 - 12 | Llanelli RFC |

Leicester s'impose dans les arrêts de jeu grâce à une pénalité de 55 mètres réussi dans les arrêts de jeu de l'arrière Tim Stimpson qui passe, non sans que le ballon ait tapé le poteau pour passer.

## Finale
| Équipes                 | Leicester Tigers - Munster |
| Score                   | 15 - 9 |
| Date                    | 25 mai 2002 |
| Stade                   | Millennium Stadium à Cardiff |
| Arbitre                 | Joël Jutge France |
| Spectateurs             | 74 600 |
| Composition des équipes | |
| Leicester Tigers        | Titulaires : 1 Graham Rowntree, 2 Dorian West, 3 Darren Garforth, 4 Martin Johnson (cap.), 5 Ben Kay, 6 Lewis Moody, 7 Neil Back, 8 Martin Corry, 9 Jamie Hamilton, 10 Austin Healey, 11 Freddie Tuilagi, 12 Rod Kafer, 13 Ollie Smith, 14 Geordan Murphy, 15 Tim Stimpson Remplaçants : Harry Ellis, Perry Freshwater, Glenn Gelderbloom, Richard Cockerill, Will Johnson, Josh Kronfeld, Andy Goode       |
| Munster                 | Titulaires : 1 Peter Clohessy, 2 Frankie Sheahan, 3 John Hayes, 4 Mick Galwey (cap.), 5 Paul O'Connell, 6 Alan Quinlan, 7 David Wallace, 8 Anthony Foley, 9 Peter Stringer, 10 Ronan O'Gara, 11 John Kelly, 12 Jason Holland, 13 Rob Henderson, 14 John O'Neill, 15 Dominic Crotty Remplaçants : James Blaney, Jim Williams, Marcus Horan, Mick O'Driscoll, Jeremy Staunton, Mike Mullins, Mike Prendergast |
| Points marqués          | |
| Leicester Tigers        | 2 essais de Geordan Murphy et Austin Healey, 1 transformation et 1 pénalité de Tim Stimpson |
| Munster                 | 3 pénalités de Ronan O'Gara |